# Giovanni da Cavino

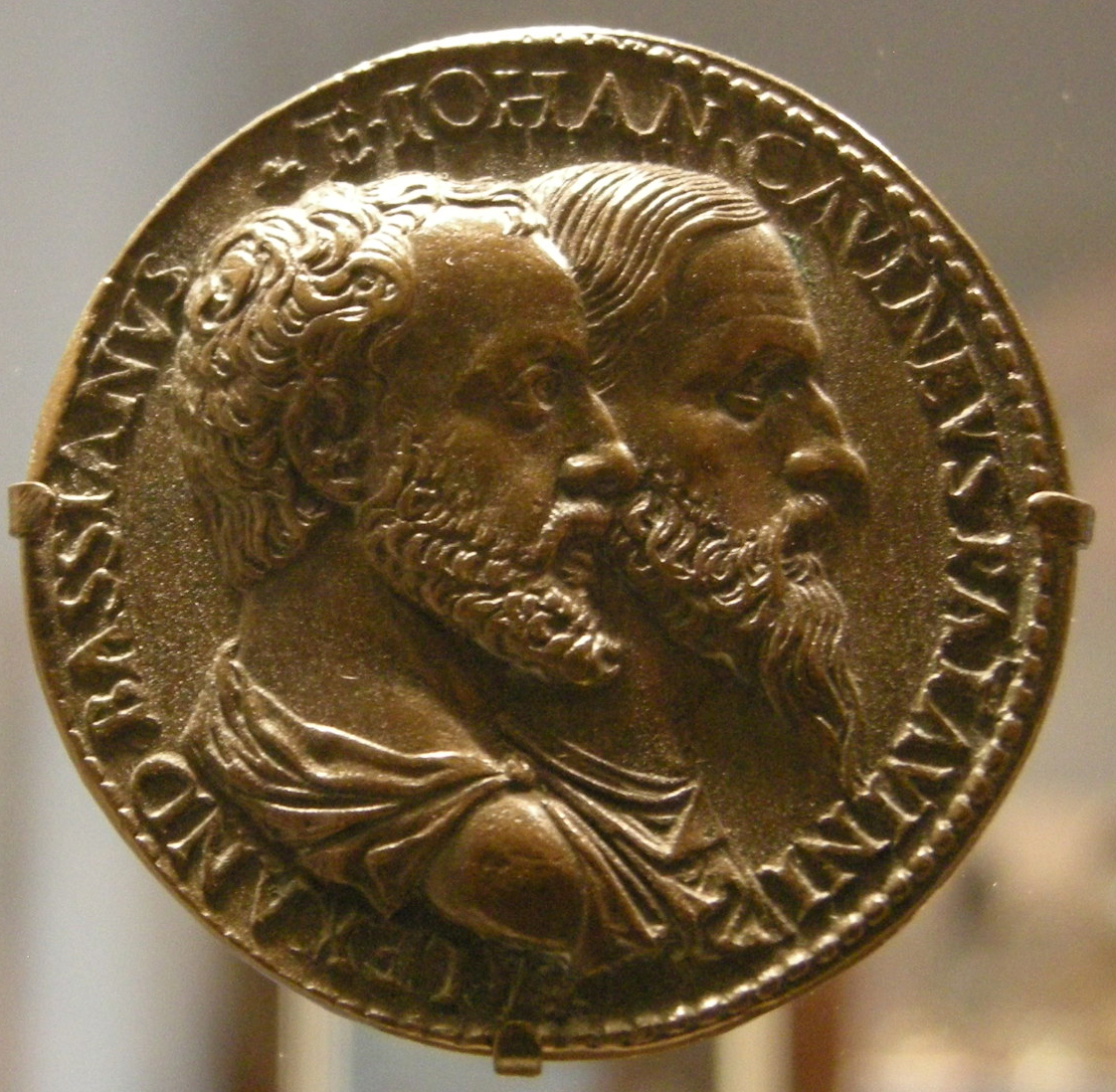
Autoritratto (a destra) con Alessandro Bastiano, 1538

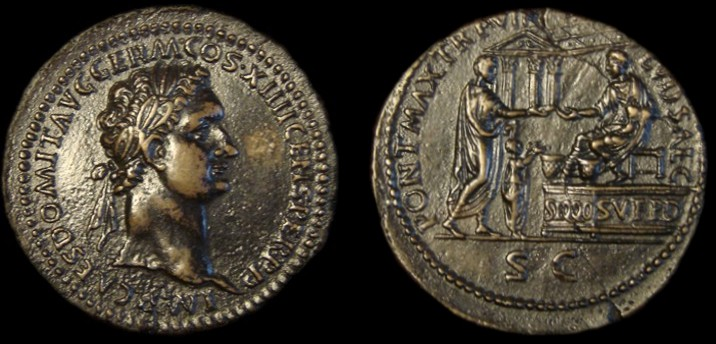
Falso sesterzio di Domiziano, da Giovanni Cavino

Giovanni da Cavino (Padova, maggio 1500 – Padova, 5 settembre 1570) è stato un medaglista italiano.

## Biografia
Figlio di Bartolomeo di Giovanni, orafo originario di Cavino di San Giorgio delle Pertiche, di lui si sa ben poco.
Particolarmente note le sue imitazioni di monete antiche, prodotte assieme ad Alessandro Bassiano. La qualità delle sue riproduzione rende estremamente difficile la loro identificazione come falsi.
Ha eseguito anche medaglie, di cui tre sono firmate. In una è rappresentato Giulio III e in un'altra Omero.
Tra gli altri soggetti delle sue medaglie si possono citare (oltre a papa Giulio III in occasione della restaurazione del culto cattolico in Inghilterra nel 1544: Anglia resurges), l'imperatore Carlo V, il marchese del Vasto, il cardinale Giovanni Salviati, il cardinale Marino Grimani, Gabriele Tadino, il patrizio veneto Francesco Querini, Andrea Navagero (storico e politico veneziano) e Gerolamo Fracastoro (filosofo e medico veronese), Alla Bibliothèque Nationale di Parigi ci sono oltre centoventi coni originali incisi da Cavino.
Fu sepolto nella chiesa di San Giovanni di Verdara nel 1570, come recita la lapide della sua tomba.
Nel chiostro del Noviziato della basilica del Santo è collocata una lastra tombale, a ricordo di Giovanni da Cavino, tra altre di artisti padovani.
Il Vasari lo cita tra le glorie di Padova.